# Comité d'urgence anti-répression homosexuelle
Le Comité d'urgence anti-répression homosexuelle (CUARH) est une association visant la coordination des groupes militants homosexuels  français créée en 1979 et disparue en 1987.

## Histoire
Le CUARH est créé lors des premières Universités d’été homosexuelles de 1979, sous forme de loi 1901,. Il compte parmi ses créateurs Geneviève Pastre, Hervé Liffran, Mélanie Badaire, Jan-Paul Pouliquen et Jacques Fortin[réf. nécessaire]. En 1980, il regroupe plusieurs associations homosexuelles, mixtes ou non, parmi lesquelles les Groupes de libération homosexuelle (GLH), David et Jonathan, Beit Haverim, le Centre du Christ libérateur et le Mouvement d'Information et d'expression des lesbiennes. Si le CUARH se veut mixte, les organisations lesbiennes y sont minoritaires : elles sont 14 en 1983, sur un total de 71 groupes membres de l'association.
Le groupe vise la fin de la répression de l'homosexualité ainsi que des discriminations, telles que la différence d'âge de majorité sexuelle, fixée alors à 15 ans pour les relations hétérosexuelles et 18 pour les relations homosexuelles, la surpénalisation de l'outrage à la pudeur, les difficultés d'accès au logement et la garde d'enfants pour les lesbiennes divorçant de leur mari afin de vivre leur homosexualité. Cette focalisation sur les contraintes légales permet un militantisme mixte, puisque celles-ci sont communes à la fois aux gays et aux lesbiennes.
Dans son fonctionnement, le CUARH mobilise des réseaux faits d'alliances pour répondre aux mieux aux situations concrètes. Ainsi, l'une des premières affaires dont il s'empare concerne la perte de la garde de ses enfants par Nadia, lesbienne nantaise, depuis qu'elle vit avec une femme ; pour la défendre, le CUARH mobilise non seulement le GLH de la ville, mais aussi des antennes de syndicats et de partis politiques.
Le CUARH réclame la suppression du classement de l'homosexualité parmi les troubles mentaux dans la classification internationale des maladies (CIM-9) de l'OMS.
Par le biais de manifestations et d'une pétition nationale en 1980, il contribue à inciter le Parti socialiste français à prendre position.
Le 4 avril 1981 a lieu la première « Marche nationale pour les droits et les libertés des homosexuels et des lesbiennes » en France : 10 000 personnes manifestent de Maubert à Beaubourg à l’appel du CUARH, et le candidat à l’élection présidentielle François Mitterrand, le 28 avril 1981, s’engage et déclare : « Personnellement, je n’accepte pas que les attentats homosexuels soient réprimés plus sévèrement que les autres, ça me paraît anormal »,.
En 1981, le CUARH médiatise l'affaire Eliane Morissens, une enseignante suspendue sans solde après avoir parlé de son homosexualité à la télévision. Après le succès de la marche du 4 avril 1981, le CUARH organise une nouvelle marche pour les droits des homosexuels et lesbiennes en juin 1982.
Structure fédérative, le CUARH prend ses décisions lors de coordinations nationales. Le groupe parisien créé sous la dénomination CUARH-Paris héberge également le comité de rédaction du mensuel Homophonies.[réf. nécessaire]
Le CUARH diffuse le mensuel Homophonies à partir de novembre 1980. D'abord diffusé par le réseau militant, le mensuel prendra son essor à partir de sa diffusion en kiosque sur Paris (mai 82, no 19) puis dans toute la France (février 83, no 28). Homophonies cessera de paraître en février 1987.

## Rapport à la mixité

### Par rapport aux mouvements homosexuels français
Si plusieurs groupes homosexuels français sont mixtes dès les années 1970, tels que le Front homosexuel d'action révolutionnaire (FHAR), les lesbiennes y sont alors minorisées et leurs revendications ignorées au profit de celles des gays ; cette minorisation, qui n'est pas spécifique au mouvement homosexuel mais commun à tous les mouvements de gauche d'alors, aboutit d'ailleurs à la scission du collectif des Gouines rouges du FHAR,.
La mixité ne va toutefois pas de soit dans la pratique militante lesbienne française de l'époque. Il s'agit en effet de la période de naissance, à la suite de l'essai de Monique Wittig La Pensée straight, du lesbianisme radical, c'est-à-dire d'un militantisme lesbien spécifique, sans alliance ni avec des hommes ni avec des femmes hétérosexuelles, incarné notamment par les lesbiennes de Jussieu. Le CUARH apparaît alors comme la seule alternative pour les lesbiennes qui ne se reconnaissent pas dans ce courant. Pour d'autres, c'est la position réformiste du CUARH, focalisée sur les structures légales et l'amélioration concrète de leur vie quotidienne qui les intéresse, au contraire du lesbianisme politique où l'identité lesbienne sert de point de départ à révolutionner la société.
Ce rapport au débat est assez spécifique à Paris : dans de nombreuses autres villes, la question de la mixité n'est pas un choix mais simplement une nécessité concrète dans un contexte où il n'existe qu'un seul groupe de militance homosexuelle. Cette complexité rend, aux yeux de lesbiennes de Paris, l'alliance avec le réseau mixte du CUARH plus facile qu'avec les lesbiennes parisiennes, qui voient à tort dans la mixité locale une absence de réflexivité politique alors que celle-ci répond en réalité à des contraintes matérielles et financières.

### Au sein du CUARH
Pour l'historienne Justine Fourgeaud, les écrits du CUARH témoignent non pas d'une vision d'une identité homosexuelle unifiée, mais d'une alliance stratégique entre deux identités distinctes, lesbienne et gay, affectées par les mêmes problématiques. Cette alliance s'étend d'ailleurs au féminisme dans son ensemble, le CUARH prenant par exemple position en faveur de l'avortement. Elle note aussi que la présence des lesbiennes est vue comme une manière pour les gays de se déconstruire de leur misogynie et de leur hétéronormativité.
Le CUARH cherche explicitement, dans son fonctionnement interne, à rendre possible la mixité ; ainsi, la moitié des couvertures d'Homophonies sont dédiées aux lesbiennes et la rédaction du journal s'efforce de parler équitablement des sujets gays et lesbiens. Cette alternance des couvertures a toutefois un coût, les couvertures féminines se vendant moins bien, mettant en danger l'équilibre financier de la revue. Homophonies devient alors l'un des rares magazines de lutte contre l'invisibilisation des lesbiennes en France, en particulier par la diffusion d'information concernant les évènements lesbiens. Lors de la seconde marche, en 1982, la tête du cortège est en non-mixité lesbienne, ce qui est par ailleurs critiqué au sein du mouvement.
Cette mixité n'est pas sans heurt : en particulier, il y a une tension entre, d'une part, la volonté d'hommes gays de pouvoir exprimer et représenter librement leur sexualité et, d'autres parts, la critique de la domination masculine via la sexualité par des lesbiennes. Ces critiques sont vues comme une forme de pudibonderie, tandis que la réduction d'une critique féministe à une forme de frigidité est reçue comme de la misogynie et de la lesbophobie. Par exemple, la publication d'une photographie de pénis dans Homophonies est décrit comme une forme de viol par les critiques les plus virulentes.